# Gollion
Gollion es una comuna suiza del cantón de Vaud, situada en el distrito de Morges. Limita al norte con la comuna de Cossonay, al noreste con Penthalaz, al este con Penthaz y Vufflens-la-Ville, al sur con Aclens, al suroeste con Vullierens, y al noroeste con Senarclens.
Hasta el 31 de diciembre de 2007 la comuna formó parte del distrito y círculo de Cossonay.

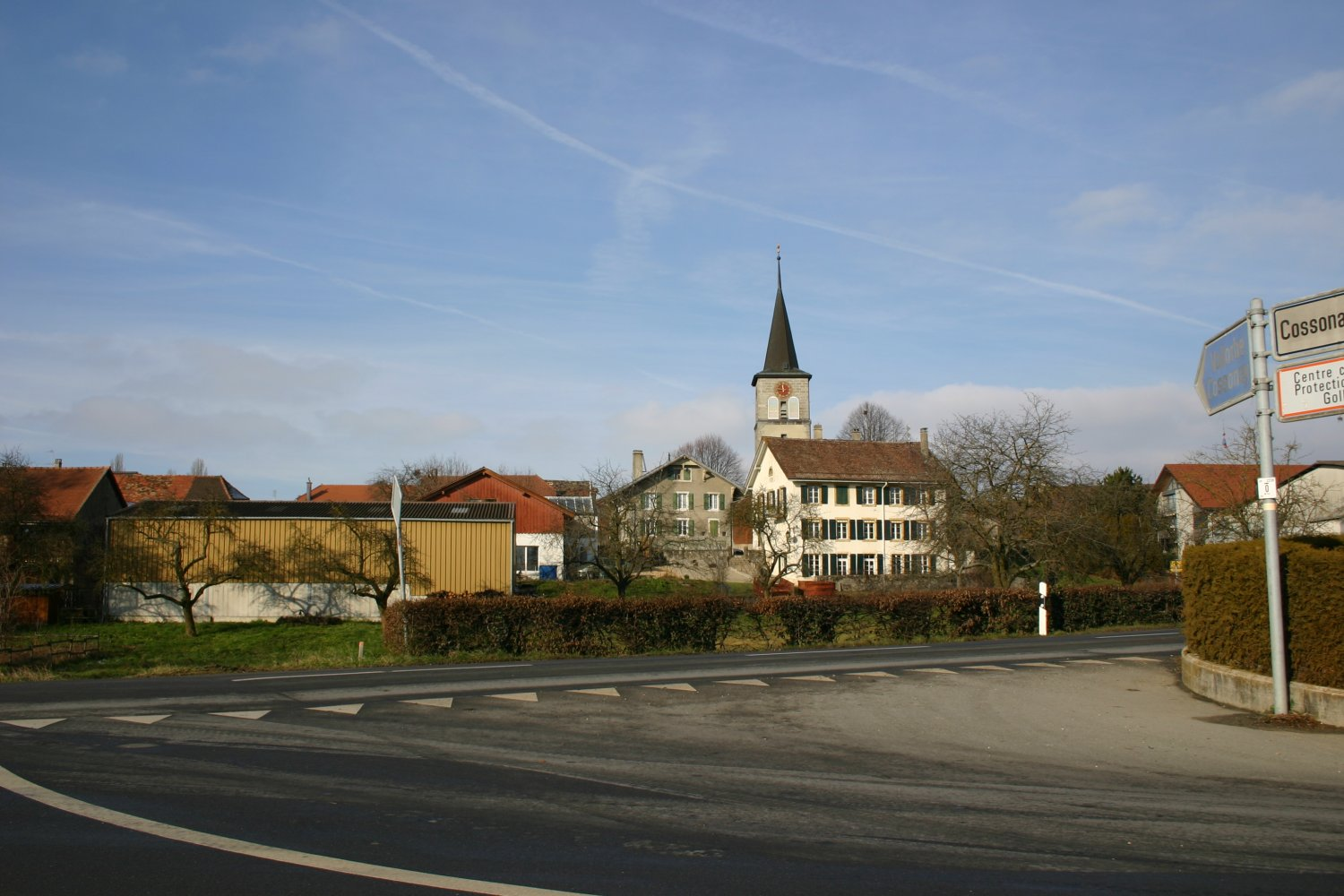
Vista de Gollion.